# Sadie Sink

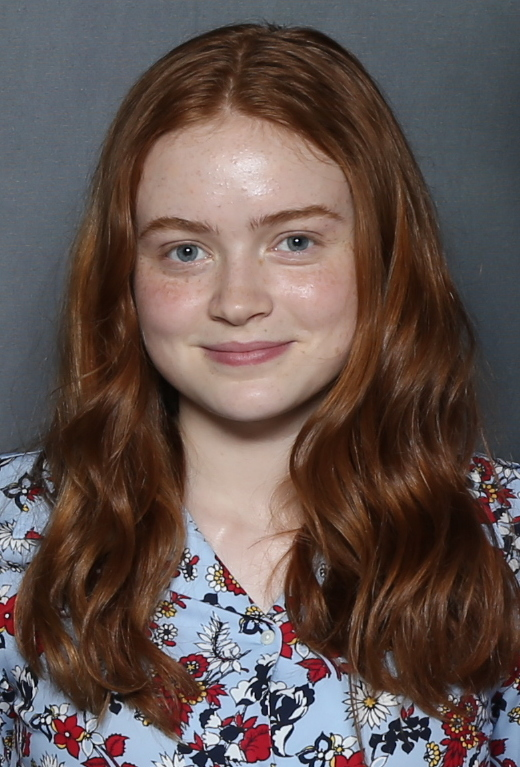
Sadie na Florida Superconie w 2018 roku

Sadie Elizabeth Sink (ur. 16 kwietnia 2002 w Brenham) – amerykańska aktorka, odtwórczyni roli Maxine „Max” Mayfield w serialu Netfliksa Stranger Things. 

## Życiorys

### Rodzina
Urodziła się w Brenham w Teksasie jako córka Lori Elizabeth Sink, nauczycielki matematyki, i Caseya Adama Sinka, trenera rugby. Jej rodzina miała pochodzenie angielskie, irlandzkie, niemieckie i szkockie. Ma trzech starszych braci, Caleba, Spencera i Mitchella, oraz młodszą siostrę Jacey. 

### Kariera
W 2009, z powodu jej obsesji na punkcie produkcji Disney Channel High School Musical, gdy Sink miała siedem lat jej matka wysłała ją wraz z bratem Mitchellem na lekcje aktorstwa w lokalnym teatrze w pobliskim Houston. W 2012, w wieku jedenastu lat zadebiutowała na Broadwayu jako Annie i Duffy w musicalu Annie. W 2015 powróciła na Broadway jako młoda królowa Elżbieta II w przedstawieniu Audiencja z Helen Mirren. 
Po gościnnym udziale w serialach – FX Zawód: Amerykanin (2013), CBS Zaprzysiężeni (2014) i NBC American Odyssey (2015) – zadebiutowała w roli filmowej Kimberly w biograficznym dramacie sportowym Philippe’a Falardeau Droga mistrza (Chuck, 2016) u boku Lieva Schreibera. Podczas kręcenia dramatu Szklany zamek (The Glass Castle, 2017) bardzo zżyła się z Woodym Harrelsonem, a zwłaszcza z jego córką Makani. Była już wegetarianką, ale Harrelson i jego rodzina zainspirowali ją do przejścia na weganizm. W 2017 została obsadzona jako Maxine „Max” Mayfield w serialu Netfliksa Stranger Things. Wystąpiła w 15—minutowym wideoklipie Taylor Swift „All Too Well” (2021) z Dylanem O’Brienem.

## Filmografia

### Filmy
| Rok  | Tytuł                        | Rola               | Uwagi              |
| ---- | ---------------------------- | ------------------ | ------------------ |
| 2016 | Droga mistrza                | 11-letnia Kimberly |                    |
| 2017 | Szklany zamek                | młoda Lori Walls   |                    |
| 2018 | Dominion                     | narrator           |                    |
| 2019 | Eli                          | Haley              |                    |
| 2021 | Ulica Strachu                | Ziggy              | trylogia Netfliksa |
| 2021 | All Too Well: The Short Film | Her                | krótkometrażowy    |
| 2022 | Dear Zoe                     | Tess DeNunzio      |                    |
| 2022 | Wieloryb (The Whale)         | Elle               |                    |
| 2024 | Berlin Nobody                | Mazzy              |                    |
| 2025 | O’Dessa                      | O’Dessa Galloway   |                    |

### Seriale
| Rok     | Tytuł                     | Rola                  | Uwagi                        |
| ------- | ------------------------- | --------------------- | ---------------------------- |
| 2013    | Zawód: Amerykanin         | Lana                  | sez. 1, odc. 8               |
| 2014    | Zaprzysiężeni             | Daisy Carpenter       | sez. 4, odc. 16              |
| 2015    | American Odyssey          | Suzanne Ballard       | sez. 1, odc. 1–9; 12–13      |
| 2016    | Unbreakable Kimmy Schmidt | Tween Girl            | sez. 2, odc. 12              |
| od 2017 | Stranger Things           | Maxine „Max” Mayfield | w gł. obsadzie (od 2 sezonu) |